# آن خردمند دیگر
آن خردمند دیگر (به انگلیسی: The Story of the Other Wise Man) اثر هنری ون دایک داستان خیالی مغ (زرتشتی) ایرانی است که سی و سه سال در جستجوی حضرت مسیح بود.
این اثر توسط دکتر حسین الهی قمشه‌ای به زبان فارسی ترجمه شده است.